# Aranyváros hercege
Az Aranyváros hercege Fehér Tibor 1978-ban a Delfin könyvek sorozatban megjelent történelmi ifjúsági regénye.

## Történet
Béla ifjú hercegként Bizáncba került a császári udvarba. Mánuel császár deszpotává (deszpotésszá) avatta, még a leányát, Máriát  is eljegyezte vele. A császárnak azonban 1169-ben fia született, így Bélát megfosztotta méltóságától és fölbontotta a Máriával kötött jegyességét, kárpótlásul viszont kinevezte caesarnak és hozzáadta Châtillon Ágnes antiókhiai hercegnőt. Béla a császári udvarban eltöltött évekből egy életre szóló tapasztalatokat merített, később, magyar királyként sem feledte az ott megtanultakat, megfigyelteket. A regény a korszak izgalmas eseményeivel, a nagy magyar király életének fordulóival ismerteti meg olvasóit.

## Szereplők
- III. Béla magyar király
- II. Géza magyar király
- Eufrozina magyar királyné (Fruzsina)
- I. Mánuel bizánci császár
- Mária hercegnő
- Châtillon Anna
- III. István
- IV. István és II. László ellenkirályok
- Géza herceg
- Rőtszakállú Frigyes császár
- Anasztázia, a kijevi nagyfejedelem rokona
- Belos bán
- Lukács esztergomi érsek
- Lőrinc országbíró
- Vata ispán (Miskolc nemzetségből származó)
- Aranka, Vata lánya
- Bese, fiatal testőrtiszt
- Euszébiosz úr, Béla (Alexiosz) nevelője
- Kinnamosz császári jegyző